# Lac de Bizerte
Le lac de Bizerte (arabe : بحيرة بنزرت), également désigné comme la lagune de Bizerte, est une étendue d'eau salée de forme isodiamétrique située au sud de la ville de Bizerte, dans le nord de la Tunisie.
Communiquant avec la mer Méditerranée par un chenal de sept kilomètres, il est relié au lac Ichkeul par le canal de l'oued Tinja. Le lac s'étend sur 120 km2 et a une profondeur moyenne de sept mètres pouvant atteindre douze mètres.

## Histoire
La possession du lac pour en faire un port militaire à l'image du port de Toulon a été l'une des motivations de la colonisation de la Tunisie par la France. Jules Ferry en avait compris l'intérêt stratégique lors de sa visite le 23 avril 1887 en déclarant : « Ce lac vaut à lui tout seul la possession de la Tunisie entière... Oui, Messieurs si la France s'est installée en Tunisie, c'est pour posséder Bizerte ». D'ailleurs, la ville de Menzel Bourguiba bâtie par les Français sur les rives du lac portait initialement le nom de Ferryville.

## Environnement
Il accueille le port de commerce de Bizerte en deux sites, l'un au niveau de Bizerte au nord-est, l'autre au niveau de la ville de Menzel Bourguiba au sud-ouest, où sont installés des chantiers navals avec quatre bassins de radoub. Une activité aquacole existe mais elle n'a qu'un développement limité. Au nord-ouest sont installées des pêcheries pour la pisciculture (cages flottantes) tandis qu'au nord-est sont développées des activités de conchyliculture (élevage d'huîtres et de moules principalement) produisant 120 tonnes par an.
Le lac possède un rivage urbanisé et industrialisé. En effet, les villes de Bizerte, Menzel Bourguiba, Menzel Abderrahmane et Menzel Jemil formant un ensemble de plus de 200 000 habitants entourent le lac. Les activités industrielles sont très présentes dont des industries lourdes avec un complexe sidérurgique à Menzel Bourguiba (El-Foueldh), une raffinerie de pétrole à Bizerte (Société tunisienne des industries de raffinage), une unité de traitement des lubrifiants usées (Sotulub) et une cimenterie (Les Ciments de Bizerte). Le lac abrite aussi sur ses rives le Parc d'activités économiques de la zone franche de Bizerte qui accueille plusieurs entreprises industrielles et de service.